# Ernestine Sharon Walkingstick

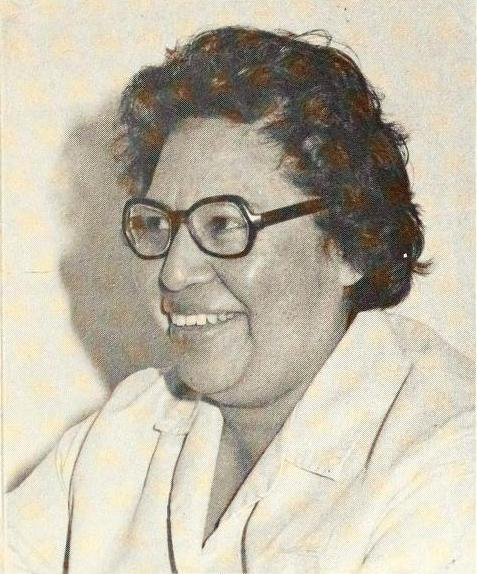
Ernestine Walkingstick (1975)

Ernestine Sharon Walkingstick (* 11. Mai 1937 in Charleston, North Carolina; † 11. Juli 1999 in Asheville, North Carolina) war eine amerikanische Registered Nurse (Krankenschwester) aus dem Eastern Band of Cherokee Indians. Sie gründete und organisierte das Cherokee-Krankenhaus in Robbinsville, die Klinik für Hals-Nasen-Ohren-Heilkunde am Cherokee Indian Hospital in Cherokee und das nach ihr benannte erste Domestic Violence Shelter in der Region.
Ernestine Sharon Walkingstick wurde am 11. Mai 1937 in der kleinen Gemeinde Charleston in der Snowbird Gegend des Qualla Boundary als Tochter von William und Mary Walkingstick als erstes von zwei Kindern geboren. Sie besuchte die Northwestern State School of Nursing in Louisiana und schloss diese 1961 ab. Walkingstick kehrte anschließend ins Qualla Boundary zurück und wurde dort die Leiterin der öffentlichen Gesundheitsversorgung. Das gab ihr die Gelegenheit die erste Klinik für die Cherokee im abgelegenen Bergdorf Robbinsville zu organisieren. Außerdem initiierte, koordinierte und leitete sie die HNO-Klinik am Cherokee Indian Hospital in Cherokee.
Walkingstick folgte dem Vorbild von Lula Owl Gloyne und engagierte sich in vielfältiger Weise für die Cherokee. Zum Beispiel war sie wesentlich an der Gründung des ersten Frauenhauses in der Region beteiligt, das heute ihren Namen trägt. Sie war auch Präsidentin der Native American Indian Women’s Association (dt. Indianischer Frauenverband).